# Teatre Olesa
El Teatre Olesa és un teatre d'Olesa de Montserrat, obra de l'arquitecte Josep Ros i Ros, inaugurat el 1922. És una obra inclosa a l'Inventari del Patrimoni Arquitectònic de Catalunya. És d'estil eclèctic, amb columnes clàssiques i motllures d'inspiració barroca. Presideix la façana l'escut de pedra de la vila, en una versió semblant al que fou oficial fins als anys vuitanta.

## Història
El teatre és anomenat popularment "Els Salistes" per ser la seu social on es reunia la dreta olesana seguidora del diputat monàrquic Alfons Sala. Antigament era costat per costat del teatre "El Círcol", seu de les esquerres d'Olesa. Ambdós teatres van rivalitzar entre 1922 i 1936 en les representacions de La Passió. Durant la Guerra Civil Espanyola es van interrompre les representacions i és a partir de 1940 que es van reprendre, però aquesta vegada sota una mateixa entitat dins el mateix Teatre Olesa, puix el Círcol va quedar confiscat.

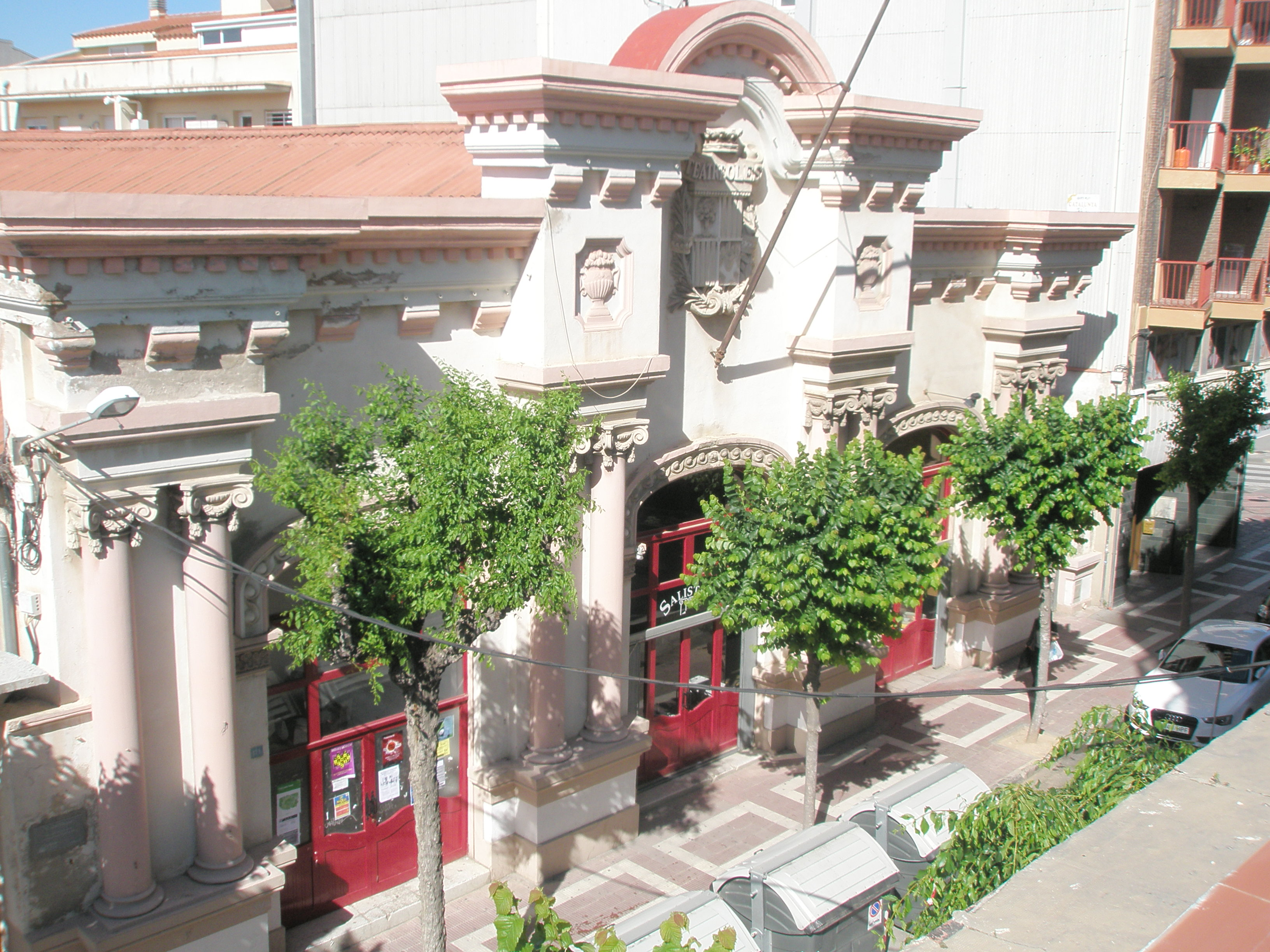
Façana del Teatre Olesa